# Montcourt
Montcourt ist eine französische Gemeinde im Département Haute-Saône in der Region Bourgogne-Franche-Comté.

## Geographie
Montcourt liegt auf einer Höhe von 240 m über dem Meeresspiegel, zwölf Kilometer nordnordöstlich von Jussey und etwa 38 Kilometer nordnordwestlich der Stadt Vesoul (Luftlinie). Das Dorf erstreckt sich im äußersten Norden des Departements, leicht erhöht am östlichen Talrand der Saône, nördlich der Hügel des Bois Saint-Julien.
Die Fläche des 4,92 km² großen Gemeindegebiets umfasst einen Abschnitt im Bereich des oberen Saônetals. Die westliche Grenze verläuft stets entlang der Saône, die hier mit mehreren Windungen durch eine rund zwei Kilometer breite Alluvialniederung nach Südosten fließt. Die Talaue liegt durchschnittlich auf 225 m und wird überwiegend landwirtschaftlich genutzt. Vom Flusslauf erstreckt sich das Gemeindeareal nordostwärts über die Talaue auf das angrenzende Plateau von Montcourt. Hier wird mit 310 m die höchste Erhebung von Montcourt erreicht. In geologisch-tektonischer Hinsicht besteht das Gelände aus Muschelkalk der Trias. Am unteren Hang tritt eine Wechsellagerung von sandig-mergeligen und kalkigen Sedimenten zutage, die zur Hauptsache während der Lias (Unterjura) abgelagert wurden.
Nachbargemeinden von Montcourt sind Ameuvelle im Norden, Vougécourt und Corre im Osten, Bourbévelle im Süden sowie Jonvelle im Westen.

## Geschichte
Der Ortsname Montcourt ist vermutlich vom germanischen Personennamen Mundo und dem altfranzösischen Wort cort (Gehöft) abgeleitet. Im Mittelalter gehörte Montcourt zur Freigrafschaft Burgund und darin zum Gebiet des Bailliage d’Amont. Die lokale Herrschaft hatten die Herren von Jonvelle inne. Während des Dreißigjährigen Krieges wurde der Ort 1636 von Truppen des Herzogs Bernhard von Sachsen-Weimar heimgesucht, wobei eine große Zahl der Dorfbewohner getötet wurde. Zusammen mit der Franche-Comté gelangte das Dorf mit dem Frieden von Nimwegen 1678 definitiv an Frankreich. Heute ist Montcourt Mitglied des Gemeindeverbandes Hauts du Val de Saône.

## Sehenswürdigkeiten
Die einschiffige Kirche Notre-Dame de la Nativité wurde im 16. Jahrhundert erbaut und 1694 teilweise neu errichtet. Zur bemerkenswerten Ausstattung gehören reich skulptierte Altäre aus dem 17./18. Jahrhundert, eine Statue der Heiligen Jungfrau aus dem 16. Jahrhundert und des Heiligen Nikolaus (18. Jahrhundert) sowie verschiedene Gemälde.
Nahe bei der Kirche steht das Schloss, das 1754 von der Familie Vernerey errichtet wurde.

## Bevölkerung
| Jahr                       | 1962 | 1968 | 1975 | 1982 | 1990 | 1999 | 2006 |
| Einwohner                  | 84   | 75   | 59   | 75   | 86   | 75   | 74   |
| Quellen: Cassini und INSEE |      |      |      |      |      |      |      |

Mit 52 Einwohnern (1. Januar 2022) gehört Montcourt zu den kleinsten Gemeinden des Départements Haute-Saône. Nachdem die Einwohnerzahl in der ersten Hälfte des 20. Jahrhunderts markant abgenommen hatte (1881 wurden noch 180 Personen gezählt), wurden seit Beginn der 1980er Jahre nur noch geringe Schwankungen verzeichnet.

## Wirtschaft und Infrastruktur
Montcourt war bis weit ins 20. Jahrhundert hinein ein vorwiegend durch die Landwirtschaft (Ackerbau, Weinbau und Viehzucht) geprägtes Dorf. Heute gibt es einige Betriebe des lokalen Kleingewerbes. In den letzten Jahrzehnten hat sich das Dorf zu einer Wohngemeinde gewandelt. Viele Erwerbstätige sind deshalb Wegpendler, die in den größeren Ortschaften der Umgebung ihrer Arbeit nachgehen.
Die Ortschaft liegt abseits der größeren Durchgangsachsen an der Hauptstraße D417, die von Luxeuil-les-Bains nach Bourbonne-les-Bains führt. Weitere Straßenverbindungen bestehen mit Bourbévelle und Vougécourt.